# カマイオレ
カマイオレ（Kamaiʻole）は、ハワイのメレや伝説で言及されている王。奪取によって王となった。

## 治世
デビッド・マロは、カマイオレがモロカイ島に逃げたハワイのカニパフ王国（ピリ王朝）を占領したと述べている。
カマイオレは多くの妻を連れて行き、民衆の多くは非常に怒った。彼らは司祭パアオに首長を殺す方法を尋ねた。彼は後にハワイのカラパナに殺され、カラパナが王位に就いた。